# 666 – World Divided / Checkmate
666 – World Divided / Checkmate ist eine Split-Single der deutschen Thrash-Metal-Band Kreator und der US-amerikanischen Thrash-Metal-Band Lamb of God. Sie erschien am 10. April 2020 über Nuclear Blast.

## Entstehung
Kreator nahmen das Lied in den Hansa Studios in Berlin auf. Der Titel wurde von Andy Sneap und Markus Ganter coproduziert. Es ist die erste Veröffentlichung der Band mit ihrem neuen Bassisten Frédéric Leclerq, der im Jahr zuvor für Christian „Speesy“ Giesler in die Band kam. Kreator-Sänger und Gitarrist Mille Petrozza beschrieb das Lied als „Appell zum Zusammenhalt“. In dieser „immer gespalteneren Welt“ müssen die Menschen „zusammenhalten und auf sich aufpassen“. Für das Lied wurde ein Musikvideo gedreht, bei dem Joern Heitmann Regie führte.
Die Band Lamb of God steuerte das Lied Checkmate bei, welches bereits am 6. Februar 2020 veröffentlicht und für das am 8. Mai 2020 erscheinende, selbst betitelte Album geschrieben worden war. Es ist die erste Veröffentlichung der Band mit ihrem neuen Schlagzeuger Art Cruz, der für Chris Adler in die Band kam. Das Lied wurde von Josh Wilbur produziert und in dem Studio 606 in Northridge aufgenommen. Auch für Checkmate wurde ein Musikvideo gedreht. Jan Schwarzkamp vom deutschen Magazin Visions deutete Checkmate als einen Angriff auf den Präsidenten der Vereinigten Staaten Donald Trump und dessen Politik.
Kreator und Lamb of God sollten eigentlich mit der Vorgruppe Power Trip im März und April 2020 eine State of Unrest genannte Europatournee spielen. Diese wurde allerdings wegen der COVID-19-Pandemie verschoben.

## Titelliste
- Kreator – 666 – World Divided (4:48)
- Lamb of God – Checkmate (4:31)

## Rezeption
Laut Florian Schneider vom deutschen Magazin Visions würde Kreators 666 – World Divided „die Trademarks der jüngsten Phase der Band vereinen“. „Thrashige Strophen stehen im Kontrast zu einem hymnischen Refrain, während der Zwischenteil klingt, als hätten Ghost Kreator bei den Aufnahmen unterstützt“. Thomas Sonder vom deutschen Magazin Metal Hammer beschrieb Kreators Titel als „Thrash-Metal in einer komplexen und äußerst melodiösen Form, der Slogans produziert, die noch Generationen auf Schulbänke ritzen oder Häuserwände malen werden“.